# Kurt Sutter
Kurt Leon Sutter (Rahway, New Jersey, 1960. május 5. –) amerikai forgatókönyvíró, rendező, producer és színész.
Legismertebb munkái közé tartozik a The Shield – Kemény zsaruk című bűnügyi drámasorozat (2002–2008), melyben producerként, forgatókönyvíróként és rendezőként vett részt, valamint a bérgyilkos Margos Dezerian szerepében is feltűnt. Sutter továbbá az FX csatorna Kemény motorosok (ismertebb eredeti címén Sons of Anarchy) című sorozatának megalkotója: elkészítésében forgatókönyvírói, produceri és rendezői feladatokat látott el, emellett színészként az egyik mellékszereplőt, Otto Delaneyt is ő formálta meg. Felesége, Katey Sagal főszerepben tűnt fel a 2008 és 2014 között futó sorozatban. 
Sutter legújabb televíziós projektje az egy évadot megélt, 2015-ös A halál kardja című történelmi drámasorozat, a sorozat megalkotásával kapcsolatos feladatkörök mellett színészként ebben is szerepet vállalt.
Az ő forgatókönyve alapján készült el a 2015-ös Mélyütés című filmdráma Antoine Fuqua rendezésében, Jake Gyllenhaal, Forest Whitaker és Rachel McAdams főszereplésével.

## Fiatalkora és tanulmányai
Rahwayben, New Jerseyben született, édesapja a General Motors lindeni gyárában dolgozott, édesanyja titkárnő volt a Newark-i római katolikus érsekségen. Sutternek két nővére van. Egy Clark nevű kisvárosban nőtt fel, 1982-ben érettségizett a Roselle Katolikus Középiskolában. Gyermekkora nem volt felhőtlen érzelmileg távolságtartó apja és alkoholista anyja mellett, problémái elől a magányba, a tévénézésbe és az evésbe menekült – tizenévesen súlyosan elhízott volt, később pedig alkoholhoz és drogokhoz is nyúlt.
Érettségi után a Livingston Főiskolán, a Rutgers Egyetem újságírással kapcsolatos kihelyezett tanszékén tanult tovább. 1986-ban a Rutgers Egyetemen szerzett tömegkommunikációból, melléktárgyként pedig angol nyelvből BA-diplomát. New Yorkba költözött, ahol a Meisner-technikát tanulta, színházi szerepeket vállalt és a Gately/Poole színészkonzervatórium hallgatója volt. A Northern Illinois Egyetemen 1997-től három évet töltött el, előadóművészetből és rendezésből kapott bölcsészdoktori diplomát.

## Pályafutása

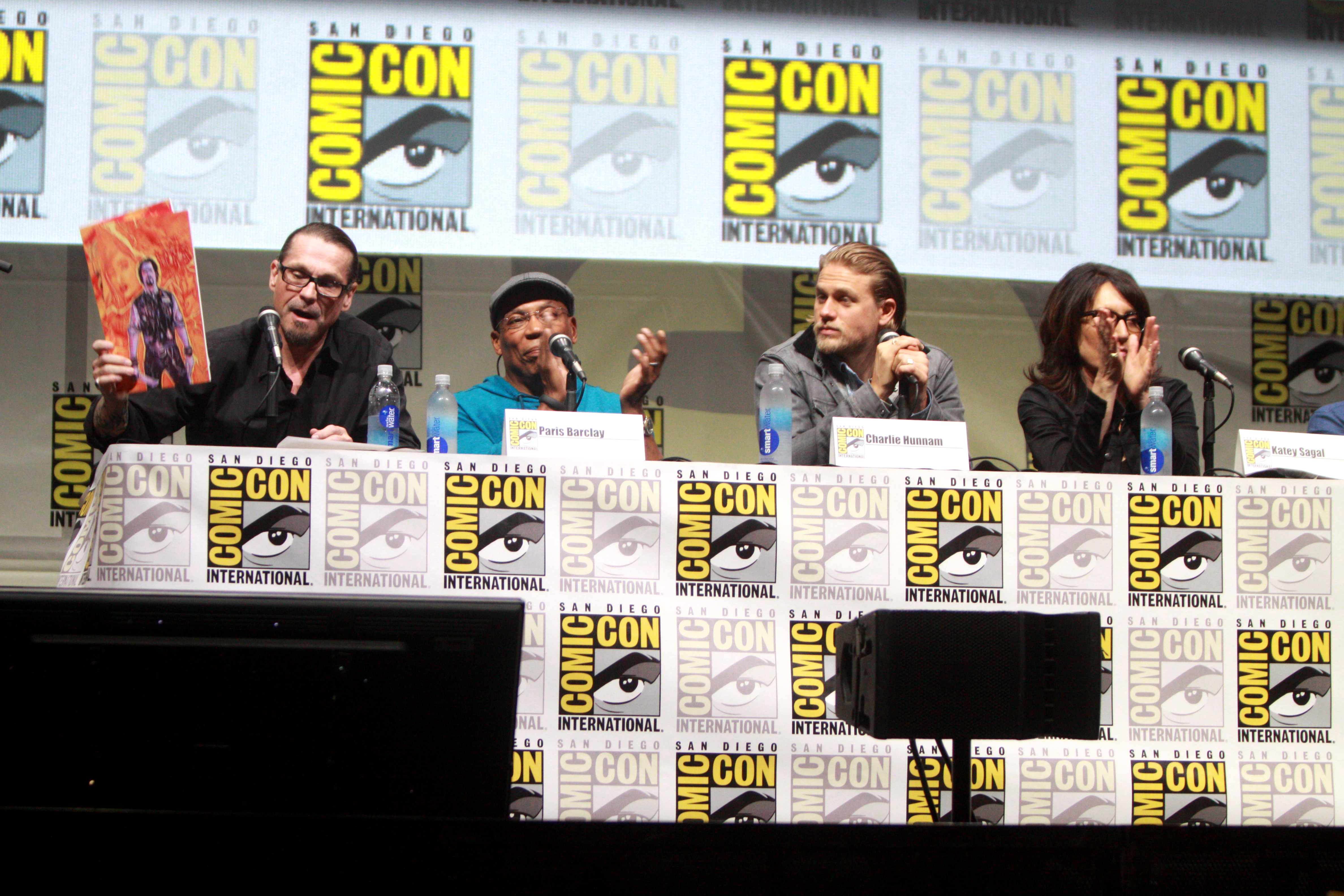
Kurt Sutter, Paris Barclay, Charlie Hunnam és Katey Sagal a 2013-as Comic-Con Internationalen, a Kemény motorosok népszerűsítése közben.

2000-ben Los Angelesbe költözött és többek között televíziós epizódokhoz írt forgatókönyveket. Egyik forgatókönyve (melyet Az elnök embereihez írt) elnyerte Shawn Ryannek, a The Shield – Kemény zsaruk című sorozat megalkotójának a tetszését és szövegkönyvíróként állást ajánlott neki. A gyakran lobbanékony és nehéz természetű Sutter gyorsan haladt a ranglétrán, a sorozat hatodik évadjára már vezető producer lett.
2008-ban, a The Shield befejeződése után alkotta meg saját drámasorozatát, Kemény motorosok címmel. A hitelesség kedvéért Sutter sok időt töltött el egy észak-kaliforniai motoros klubban. A cselekményt részben William Shakespeare Hamlet című műve inspirálta: egy fiatal motoros bandatag a főszereplője, aki apja halála után fokozatosan szembesül az őt körülvevő és az életét gyökeresen meghatározó törvénytelen világ visszásságaival. Az FX csatornán 2008 és 2014 között futó sorozatban vezető producerként, forgatókönyvíróként és rendezőként működött közre, de az egyik mellékszereplő bandatagot, a börtönben lévő Otto Delaneyt is ő formálta meg.
2010-ben a DreamWorks stúdió kiszemelte magának Sutter egyik forgatókönyvét és Eminemet szerették volna megtenni főszereplőnek. 2011-ben elvetették a projektet, amelyet később a Metro-Goldwyn-Mayer és a Columbia Pictures vett át. A film rendezője Antoine Fuqua lett, míg a főszerepet Eminem helyett Jake Gyllenhaal, a mellékszerepeket pedig Rachel McAdams, Rita Ora, 50 Cent, és Forest Whitaker vállalta el. A Mélyütés című film 2015. július 24-én került a mozikba a The Weinstein Company forgalmazásában.
Sutter a Kemény motorosok befejeződése után új sorozaton kezdett dolgozni az FX számára. A halál kardja című történelmi drámasorozat 2015. szeptember 15-én debütált a tíz epizódból álló első évaddal. Egy évad után azonban az alacsony nézettség miatt törölték a sorozatot.
Legújabb televíziós projektje a Mayans MC című sorozat, mely a Kemény motorosok spin-off-ja, két és fél évvel annak utolsó epizódja után játszódik. A sorozat 2018 közepén debütál az FX-en tíz epizóddal, JD Pardo és Edward James Olmos főszereplésével.

## Magánélete
2004 októberében vette feleségül Katey Sagalt Los Angeles-i otthonukban, egy privát ceremónia keretein belül. Bár eredetileg egyikőjük sem akart közös gyermeket (Sagal az előző házasságából már két gyermek édesanyja volt), később mégis a gyermekvállalás mellett döntöttek: kislányuk, Esme Louise 2007-ben született meg, béranya segítségével.

## Filmográfia

### Film
| Év   | Magyar cím      | Eredeti cím   | Szerep  | Megjegyzések    |
| ---- | --------------- | ------------- | ------- | --------------- |
| 2015 | Mélyütés        | Southpaw      | –       | forgatókönyvíró |
| 2019 | A fejedbe látok | Chaos Walking | Cillian |                 |

### Televízió
| Év        | Magyar cím                 | Eredeti cím             | Szerep                         | Megjegyzések                                         |
| --------- | -------------------------- | ----------------------- | ------------------------------ | ---------------------------------------------------- |
| 2002–2008 | The Shield – Kemény zsaruk | The Shield              | Margos Dezerian                | (vezető) producer, forgatókönyvíró, rendező          |
| 2008–2014 | Kemény motorosok           | Sons of Anarchy         | Otto Delaney                   | vezető producer, forgatókönyvíró, rendező            |
| 2012      |                            | Outlaw Empires          | –                              | Discovery Channel dokumentumsorozat; vezető producer |
| 2015      | A halál kardja             | The Bastard Executioner | Ludwig Von Zettel / Sötét Néma | vezető producer, forgatókönyvíró                     |
| 2018–2023 | Mayans M.C.                | Mayans MC               | –                              | vezető producer, forgatókönyvíró, rendező            |

## Fordítás
- Ez a szócikk részben vagy egészben  a   Kurt Sutter című angol Wikipédia-szócikk fordításán alapul.  Az eredeti cikk szerkesztőit annak laptörténete sorolja fel. Ez a jelzés csupán a megfogalmazás eredetét és a szerzői jogokat jelzi, nem szolgál a cikkben szereplő információk forrásmegjelöléseként.